# Wenzel Fuchs
Wenzel Fuchs es un clarinetista austriaco.

## Biografía
Fuchs nació en Innsbruck, Austria en 1963.
Estudió clarinete en el conservatorio de Innsbruck con Walter Kefer y en la Academia de Música de Viena con Peter Schmidl. Ha tocado con la orquesta de la Ópera Estatal de Viena, la Filarmónica de Viena, la Ópera Popular de Viena y la Orquesta Sinfónica de la Radio de Viena entre otras orquestas.
Fuchs fue contratado como solista de clarinete de la Ópera Popular de Viena a los 19 años de edad y cinco años tarde, también como solista de  clarinete, por la Orquesta Sinfónica de la Radio de Viena y fue contratado como solista de clarinete por la Filarmónica de Berlín en 1993.
Wencel Fuchs es profesor titular en la "Hochschule für Musik Hanns Eisler", de Berlín, desde octubre de  2008, del Conservatorio Superior de Música de Aragón (2008) y da clases en la Academia de la Orquesta Filarmónica de Berlín, que fundó Herbert von Karajan. Ha sido profesor invitado en la "Sakuyou Music University" de Okayama, Japón y tiene un cargo de profesor honorario en el conservatorio de Shanghái e imparte "master classes" por todo el mundo.
Fuchs es miembro de varios conjuntos de cámara: "Berlin Philharmonic Wind Soloists", el octeto "Berlin Philharmonic Octet", el conjunto "Philarmonische Freunde Wien-Berlin", el "Berliner Philarmonisches Bläserensemble", el "Metropolis Ensemble", y la "Super World Orchestra".
Wenzel Fuchs ha sido galardonado con un premio del Ministerio de Ciencia y Arte de Austria y varios premios más en la competición juvenil nacional alemana "Jugend musiziert".

## Discografía
- Martinu, Nielsen, Koechlin: Serenade, con el Baborák Ensemble. Supraphon SU 3998-2, junio de 2009.
- Reger: Clarinet Quintet, Op. 146 and String Quartet, Op. 109, con el Berlin Philarmonia Quartet. NAXOS, 8.554510, 2001.